# Pomeni imen asteroidov: 34001–35000
Pregled pomenov imen asteroidov (malih planetov) od številke 34001 do 3500, ki jim je Središče za male planete dodelilo številko in so pozneje dobili tudi uradno ime  v skladu z dogovorjenim načinom imenovanja. Pregled je preverjen z Schmadelovim “Slovarjem imen malih planetov” (“Dictionary of Minor Planet Names”). 
Pregled pojasnjuje izvor oziroma pomen imen asteroidov, ki ga je priznala Mednarodna astronomska zveza (IAU). Nekateri asteroidi imajo imajo dodatno pojasnilo o izvoru imena, ki pa vedno ni popolnoma zanesljivo (oznaka “†” ali “‡“). Pojasnilo o izvoru imena, ki je označeno z * je potrebno preveriti ali poiskati še v “Slovarju imen malih planetov”.
| Ime                 | Začasna oznaka | Izvor imena |
| 34001–34100         | 34001–34100    | 34001–34100 |
| ------------------- | -------------- | --- |
| 34077 Yoshiakifuse  | 2000 OV68      | Jošiaki Fuse, oče astronoma in člana osebja na Teleskopu Subaru Tetsura Fuse † |
| 34101–34200         |                | |
| 34137 Lonnielinda   | 2000 QL6       | Lonnie in Linda Wolfe, starša odkritelja † |
| 34138 Frasso Sabino | 2000 QE9       | občina Frasso Sabino, Italija, kjer je Astronomski observatorij Virginio Cesarini - Frasso Sabino (Osservatorio Astronomico Virginio Cesarini - Frasso Sabino), kjer je bil asteroid odkrit †                                                            |
| 34201–34300         |                | |
| 34301–34400         |                | |
| 34351 Decatur       | 2000 RZ8       | mesto Decatur, Alabama, kraj odkritja (Observatorij Emerald Lane) † |
| 34366 Rosavestal    | 2000 RP36      | Rosa Vallee Warner, rojena Vestal, odkriteljeva mati † |
| 34398 Terryschmidt  | 2000 RK78      | Terry Eugene Schmidt, ameriški strokovnjak za meteorite (meteoritik) † |
| 34401–34500         |                | |
| 34419 Corning       | 2000 SA7       | Corning, New York, kraj, kjer je steklarna, ki izdeluje profesionalna zrcala za teleskope, vključno z zrcalom za 5-m teleskopom Hale na Palomarju, desetkrat manjši model tega teleskopa se nahaja v tem mestu in je služil za odkritje tega asteroida † |
| 34420 Peterpau      | 2000 SC7       | Peter Pau (rojen 1951), v Hong Kongu rojen strokovnjak za kinematografijo † |
| 34501–34600         |                | |
| 34543 Davidbriggs   | 2000 SM229     | David L. Briggs, ameriški direktor Lincolnovega laboratorija pri Tehnološkem inštitutu Massachusettsa (Massachusetts Institute of Technology ali MIT) od leta 1998 do leta 2006 †                                                                        |
| 34601–34700         |                | |
| 34611 Nacogdoches   | 2000 UF11      | mesto Nacogdoches † |
| 34666 Bohyunsan     | 2000 XA14      | gora Bohyunsan, Južna Koreja, kjer se nahaja Optični astronomski observatorij Bohyunsan (Bohyunsan Optical Astronomy Observatory), kraj odkritja tega asteroida †                                                                                        |
| 34696 Risoldi       | 2001 OV12      | Vairo Risoldi, italijanski ljubiteljski astronom † |
| 34701–34800         |                | |
| 34716 Guzzo         | 2001 PC14      | Massimiliano Guzzo, italijanski raziskovalec na Univerzi v Padovi, član zbora direktorjev SIMCA (Società Italiana di Meccanica Celeste e Astrodinamica), ki je italijanska Zveza za nebesno mehaniko in astrodinamiko †                                  |
| 34717 Mirkovilli    | 2001 PD14      | Mirko Villi, italijanski ljubiteljski astronom, lovec na supernove in ustanovitelj Mednarodne zveze za supernove (International Supernovae Network) † |
| 34718 Cantagalli    | 2001 PR28      | Michela Cantagalli, snaha prvega odkritelja † |
| 34738 Hulbert       | 2001 QV71      | Samuel F. Hulbert, ameriški predsednik Rose-Hulmanovega inštituta za tehnologijo (Rose-Hulman Institute of Technology), ki je bil gost na Observatoriju Oakley, kjer je bil asteroid odkrit †                                                            |
| 34753 Zdeněkmatyáš  | 2001 QU110     | Zdeněk Matyáš, češki fizik teoretik † |
| 34778 Huhunglick    | 2001 RV6       | Henry Hung-lick Hu, kitajski odvetnik, soustanovitelj prvega privatnega kolidža v Hong Kongu (Kolidž Šue Jan) † |
| 34779 Chungchiyung  | 2001 RW11      | Čung Či-Jung, žena Henryja Hung-lick Huja, soustanovitelja Kolidža Šue Jan † |
| 34801–34900         |                | |
| 34854 Paquifrutos   | 2001 TP17      | Paqui Frutos Frutos, žena odkritelja † |
| 34901–35000         |                | |
| 34919 Imelda        | 4710 P-L       | Imelda Gentile, sestrična Heidelberškega astronoma Joachima Schubarta † |
| 34993 Euaimon       | 1973 SR1       | Euaimon, mitološki kralj Atlantide, sin Pozejdona in oče Evripila, enega izmed plenilcev v Troji † |

| Predhodnik: 33001–34000 | Pomeni imen asteroidov Seznam asteroidov (34001-34250) Seznam asteroidov (34251-34500) Seznam asteroidov (34501-34750) Seznam asteroidov (34751-35000) | Naslednik: 35001–36000 |